# Paenitentiam agere
Paenitentiam agere è la settima enciclica pubblicata da papa Giovanni XXIII il 1º luglio 1962.

Invita i cristiani a fare penitenza per il buon esito del Concilio Vaticano II.

## Contenuto
- I - La penitenza nell'insegnamento di Gesù Cristo e degli apostoli
- II - Opportuni suggerimenti in preparazione al concilio ecumenico Vaticano II